# New Horizons
New Horizons là phi thuyền thăm dò không gian tự động được cơ quan hàng không vũ trụ NASA phóng lên vũ trụ vào năm 2006. Đây cũng là phi thuyền đầu tiên của nhân loại thám hiểm Diêm Vương Tinh, và cũng là phi thuyền đầu tiên thăm dò về những thiên thể ngoài Sao Hải Vương. Kinh phí để phóng New Horizons lên đến 700 triệu đôla bao gồm chi phí chế tạo tên lửa, phí lợi dụng thiết bị, phí nghiên cứu thiết bị mới và nhân phí để hoàn thành công việc. Phi thuyền có khối lượng 465 kg (trong đó có 77 kg là nhiên liệu), sau khi thoát khỏi tên lửa, phi thuyền đã được bắn ra khỏi trọng trường Trái Đất. Sau 9 tiếng đồng hồ nó đã đến được quỹ đạo Mặt Trăng (cách Trái Đất khoảng 38 vạn km) và sau tháng thứ 13 nó đã thay đổi quỹ đạo tại Mộc Tinh (bằng phương pháp Swing-by). Nó đã bay từ Mặt Trăng đến quỹ đạo của Mộc Tinh với thời gian ngắn nhất trong lịch sử. Đội ngũ thành viên của trường Đại Học Johns Hopkins đã tiến hành quản lý nó trong thời gian bay.
Bởi vì nằm quá xa Mặt Trời, không thể sử dụng năng lượng mặt trời nên người ta đã thiết kế máy phát điện đồng vị phóng xạ cho nó. Thêm nữa, tốc độ truyền thông tin từ Diêm Vương Tinh về Trái Đất cũng được cải thiện từ 800bbs lên 64Gbit nhờ dùng bộ nhớ plastic, và sau vài tháng, những dữ liệu đầu tiên đã được gửi về Trái Đất. Những vật dụng được đưa lên tàu ngoài những thiết bị cần thiết còn có quốc kỳ Mỹ, đĩa CD mang tên của 43 vạn người đăng ký, và một mảnh vỡ làm từ sợi cacbon của 1 tàu vũ trụ mang người lái, và còn có tro xương của Clyde William Tombaugh người đã phát hiện ra Diêm Vương Tinh năm 1930.
Thời gian dự định phóng là tháng 1 năm 2006 nhưng vì lý do kỹ thuật và thời tiết nên đã hoãn lại đến 3 lần. Tên lửa Atlas được sử dụng để phóng tàu thì đã dùng đến 5 tên lửa đẩy phụ (thiết bị tăng tốc trong tên lửa). Đây cũng là số lượng tên lửa đẩy phụ nhiều nhất từng được sử dụng trong lịch sử. Tốc độ sau khi phóng lên đến 30 km/s, lớn nhất từ trước đến nay. Sau khi vào quỹ đạo của Diêm Vương Tinh, New Horizons tiến hành khảo sát các thiên thể xung quanh Diêm Vương Tinh.

## Hồ sơ phi vụ

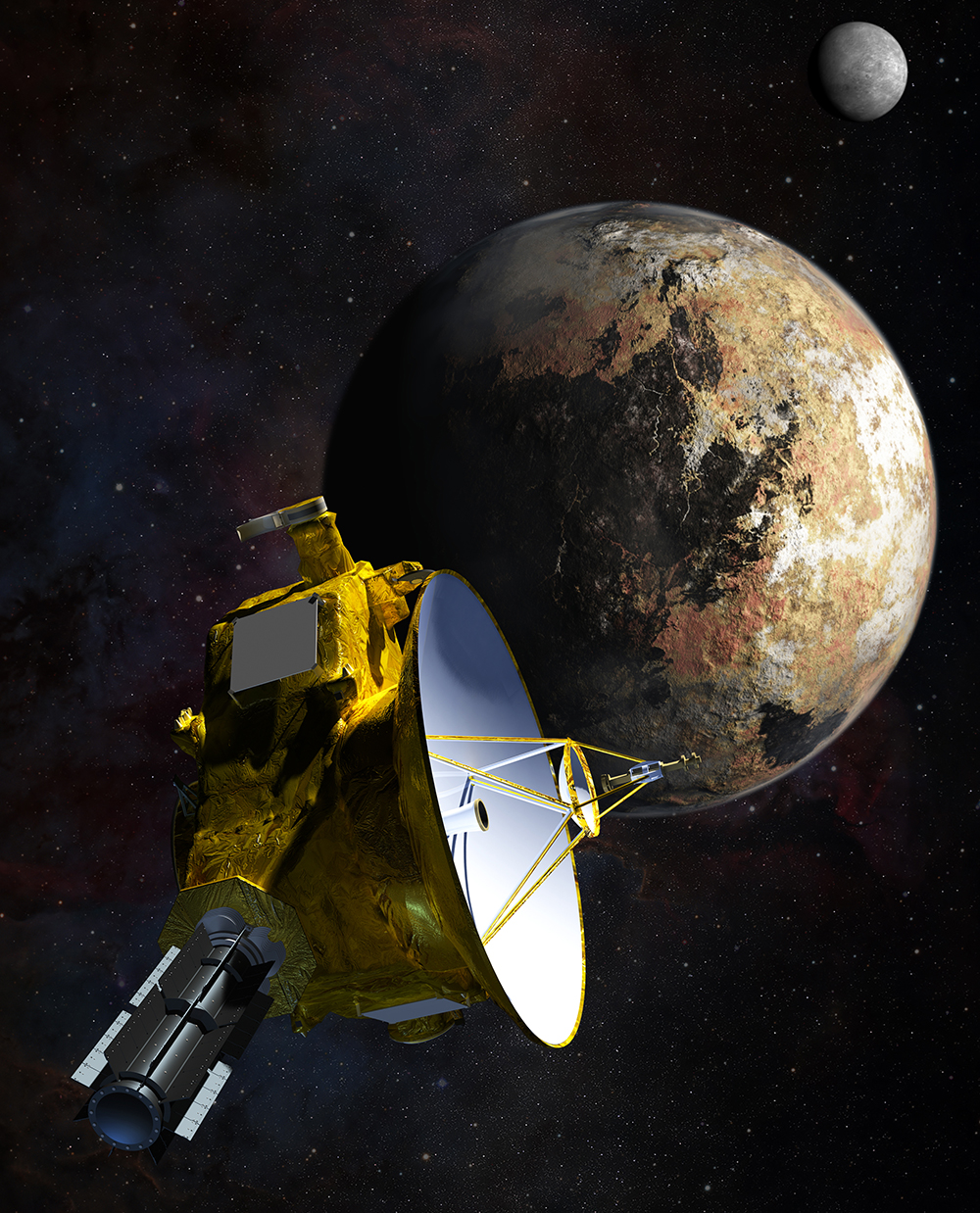
Ảnh minh họa New Horizons tiếp cận hệ Sao Diêm Vương-Charon.

New Horizons là phi vụ đầu tiên trong danh mục phi vụ New Frontiers của NASA, lớn và đắt hơn so với các phi vụ Discovery nhưng nhỏ hơn so với chương trình Flagship. Chi phí của phi vụ (bao gồm chi phí chế tạo con tàu và khí cụ, phương tiện phóng, vận hành, phân tích dữ liệu và tuyên truyền công chúng/giáo dục) là 700 triệu đô-la Mỹ qua 15 năm (2001-2016). Con tàu được chế tạo chủ yếu bởi Viện Nghiên cứu Tây Nam (SwRI) và Phòng Thí nghiệm Vật lý Ứng dụng Johns Hopkins. Nhà nghiên cứu chính của phi vụ là Alan Stern của Viện Nghiên cứu Tây Nam.
Sau khi tách ra khỏi tên lửa phóng, quyền điều khiển được giao cho Trung tâm Điều hành Nhiệm vụ (MOC) tại Phòng thí nghiệm Vật lý Ứng dụng ở hạt Howard, Maryland. Các khí cụ khoa học được vận hành tại Trung tâm Vận hành Khoa học Clyde Tombaugh (T-SOC) ở Boulder, Colorado. Điều hướng được tiến hành bởi các cơ sở nhà thầu khác nhau, dữ liệu vị trí và các khung tham chiếu không gian được cung cấp bởi Đài Quan sát Hải quân Hoa Kì qua Trụ sở NASA và Phòng Thí nghiệm Sức đẩy Phản lực; KinetX là công ty dẫn đầu đội điều hướng của New Horizons và có trách nhiệm lên kế hoạch cho các điều chỉnh quỹ đạo khi con tàu du hành ra vòng ngoài của Hệ Mặt Trời. Khi con tàu được phóng, Sao Diêm Vương vẫn được phân loại là một hành tinh, sau này được phân loại lại là hành tinh lùn bởi Hiệp hội Thiên văn Quốc tế (IAU). Một vài thành viên của đội New Horizons, bao gồm Alan Stern, không đồng ý với định nghĩa của IAU và vẫn mô tả Sao Diêm Vương là hành tinh thứ chín. Các mặt trăng của Sao Diêm Vương Nix và Hydra cũng có quan hệ với con tàu: các chữ cái đầu trong tên của chúng (N và H) là các chữ cái đầu của tên con tàu New Horizons. Những người khám phá ra các mặt trăng này chọn các tên này vì lý do trên, cộng thêm mối quan hệ của Nix và Hydra với thần thoại Diêm Vương.
Ngoài các thiết bị khoa học, có một số tạo vật văn hóa trên con tàu. Bao gồm một đĩa compact chứa 434,738 tên, một mảnh của tàu SpaceShipOne chế tạo bởi công ty Scaled Composites, một tem USPS "Chưa được khám phá" và một lá cờ của Hoa Kỳ cùng với những vật lưu niệm khác.
Khoảng 30 gam tro cốt của Clyde Tombaugh được chứa trên con tàu để tưởng niệm sự phát hiện Sao Diêm Vương của ông vào năm 1930. Một đồng xu kỷ niệm tiểu bang Florida, với thiết kế kỷ niệm sự khám phá của loài người được kèm theo. Một trong các khí cụ khoa học (một máy đo bụi) được đặt tên theo Venetia Burney, là người đề xuất tên Diêm Vương sau sự phát hiện của nó khi còn nhỏ.

## Mục tiêu

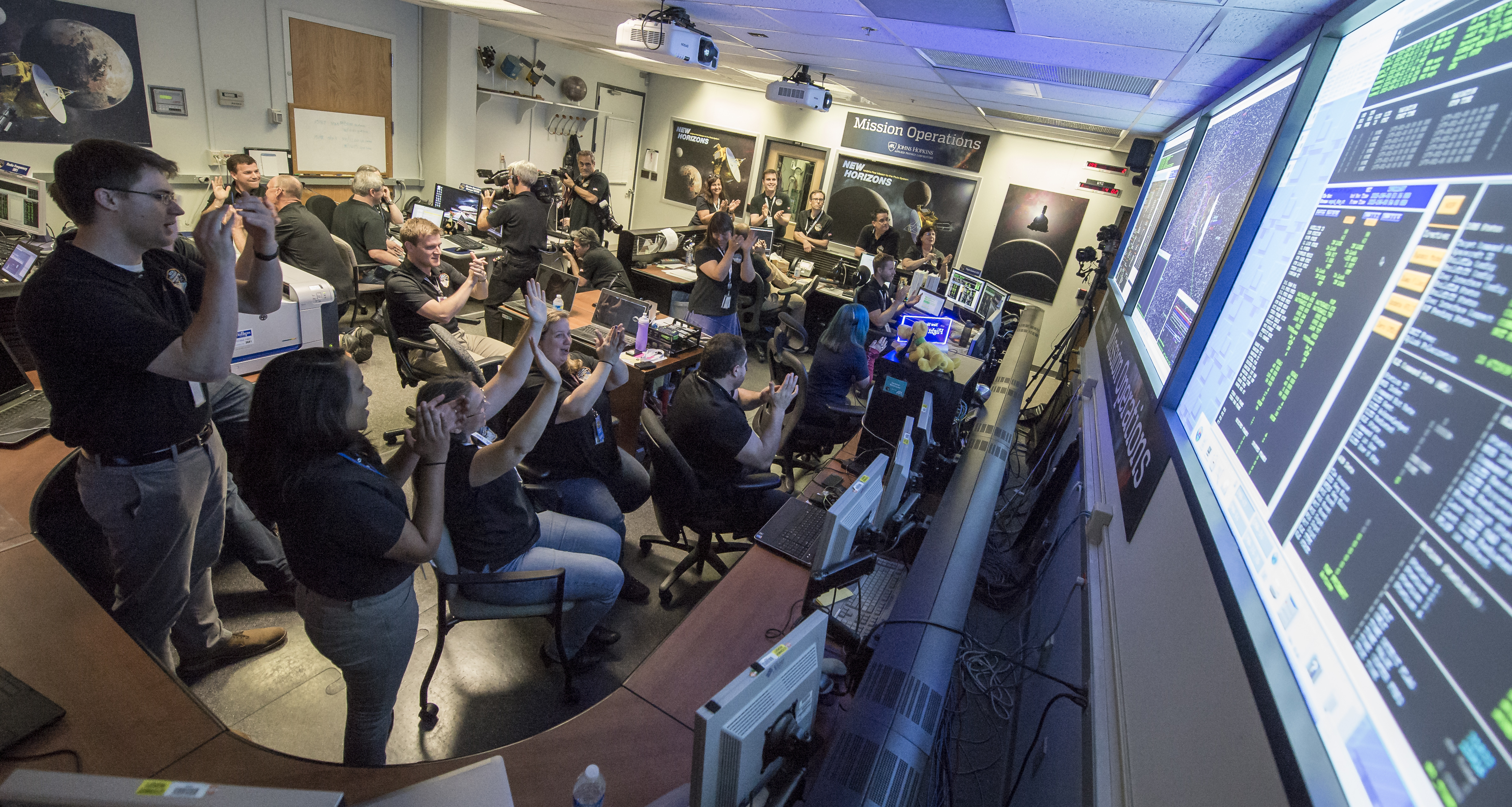
Ảnh các hoạt động phi vụ tại Phòng Thí nghiệm Vật lý Ứng dụng ở Laurel, MD. (Ngày 14 tháng 7 năm 2015).

Mục tiêu của phi vụ là hiểu sự hình thành của hệ Sao Diêm Vương, vành đai Kuiper và sự chuyển hóa của Hệ Mặt Trời sơ khai. Con tàu thu thập dữ liệu về khí quyển, bề mặt, cấu trúc bên trong và môi trường của Sao Diêm Vương và các mặt trăng của nó. Nó cũng nghiên cứu các vật thể khác trong vành đai Kuiper.
Một vài câu hỏi phi vụ sẽ thử trả lời là: Bầu khí quyển Sao Diêm Vương được làm từ gì và nó vận hành như thế nào? Bề mặt trông như thế nào? Có những cấu trúc địa chất lớn nào không? Các hạt gió Mặt Trời tương tác với khí quyển Sao Diêm Vương như thế nào? 
Cụ thể, các mục tiêu khoa học của phi vụ là:
- Lập bản đồ thành phần bề mặt của Sao Diêm Vương và Charon
- Định rõ đặc điểm địa chất và hình thái của Sao Diêm Vương và Charon
- Định rõ đặc điểm khí quyển trung tính của Sao Diêm Vương và tốc độ thất thoát của nó
- Tìm kiếm một bầu khí quyển bao quanh Charon
- Lập bản đồ nhiệt độ bề mặt của Sao Diêm Vương và Charon
- Tìm kiếm các vành đai và mặt trăng mới quanh Sao Diêm Vương
- Tiến thành nghiên cứu tương tự trên các vật thể ở vành đai Kuiper

## Thiết kế và chế tạo

### Các hệ thống trên tàu

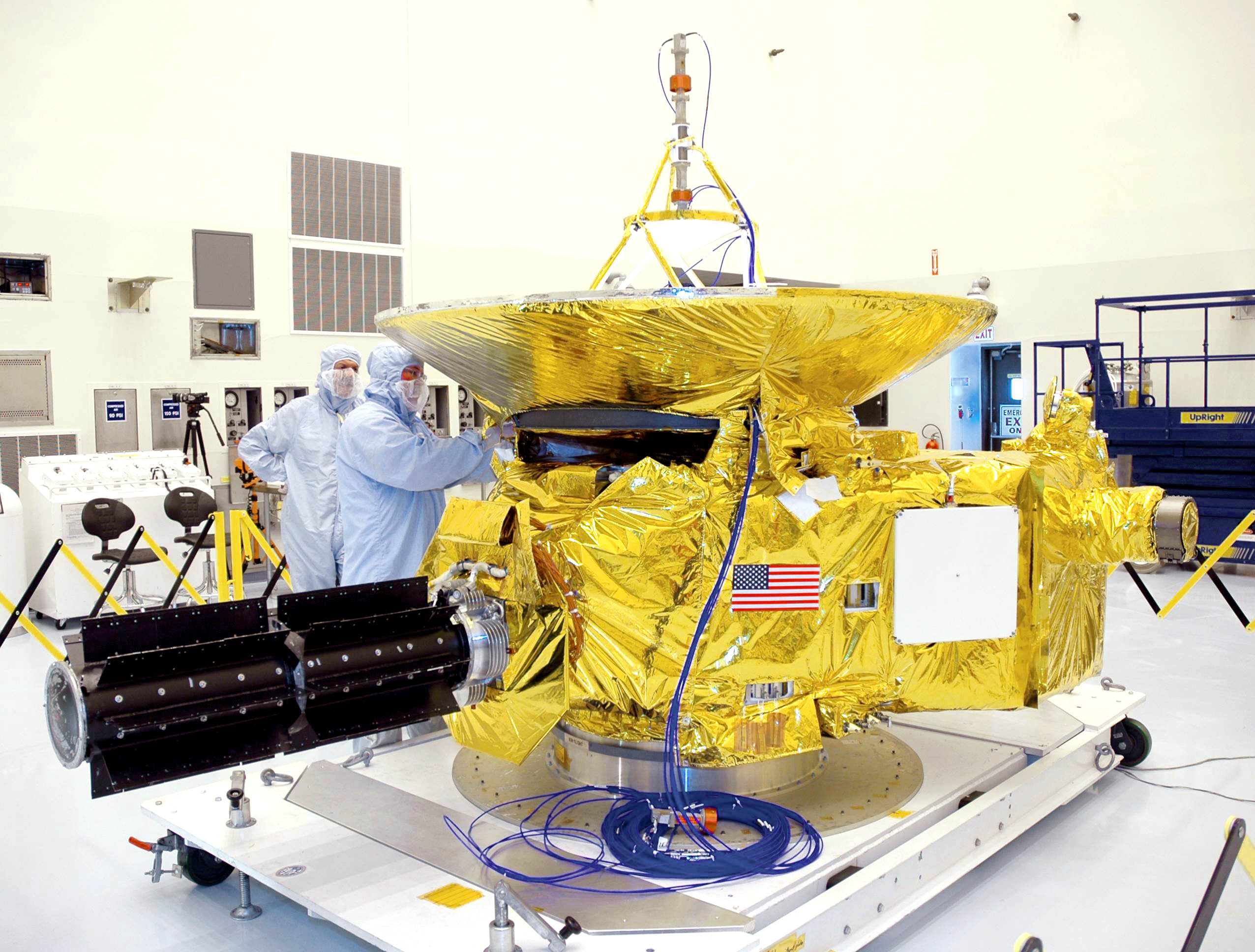
New Horizons tại Trung tâm vũ trụ Kennedy vào năm 2005

Con tàu so sánh được về kích cỡ và hình dạng chung với một chiếc đàn piano lớn và đã được ví như một chiếc piano dán vào một chiếc đĩa vệ tinh có kích cỡ của một quầy bar cocktail.
Thân của New Horizons có hình tam giác cao gần 2.5 m. (Tàu Pioneers có thân hình lục giác trong khi Voyager, Galileo và Cassini-Huygens có thân hình thập giác rỗng.) Một ống hợp kim nhôm 7075 tạo nên cột cấu trúc chính giữa vòng tiếp hợp phương tiện phóng ở phía "sau" tàu và đĩa ăng-ten radio 2.1 m gắn vào mặt phẳng phía "trước" của tàu. Bình nhiên liệu làm từ titan nằm trong ống này. Máy phát nhiệt điện đồng vị phóng xạ (RTG) giúp cung cấp điện cho tàu được gắn vào một bệ gắn titan 4 mặt có dạng kim tự tháp xám. Phần còn lại của cấu trúc tam giác chủ yếu là những bảng panen nhiều lớp làm từ những tấm nhôm mỏng (mỏng hơn 0.4 mm) kết dán vào một lõi nhôm tổ ong. Cấu trúc của tàu lớn hơn so với cần thiết với không gian trống ở trong. Cấu trúc tàu được thiết kế để hoạt động như một lớp chắn, giảm các lỗi điện tử gây ra bởi bức xạ từ máy phát RTG. Ngoài ra, sự phân bố khối lượng cần thiết cho một tàu vũ trụ xoay yêu cầu một cấu trúc tam giác rộng hơn.
Bên trong tàu được sơn đen để cân bằng nhiệt độ bằng hình thức truyền nhiệt qua bức xạ. Con tàu được che phủ hoàn toàn để giữ nhiệt. Không như Pioneer hay Voyager, đĩa radio cũng được che phủ. Nhiệt từ máy phát RTG sưởi ấm cho con tàu khi nó ở vòng ngoài hệ Mặt Trời. Khi ở vòng trong hệ Mặt Trời, con tàu phải tránh bị quá nhiệt, do đó các hoạt động thiết bị điện tử được hạn chế, điện được chuyển tới các sun điện được gắn tản nhiệt và các cửa thông hơi được mở để thải nhiệt thừa đi. Khi con tàu đang di chuyển trong trạng thái không hoạt động ở khu vực vòng ngoài lạnh lẽo của hệ Mặt Trời, các cửa thông hơi được đóng và bộ ổn áp đưa điện về các bộ sưởi.

#### Hệ thống đẩy và kiểm soát tư thế bay
New Horizons có hai chế độ kiểm soát tư thế bay: cân bằng xoay (khi di chuyển) và cân bằng 3 trục (khi thực hiện đo đạc khoa học). Tư thế bay được điều khiển hoàn toàn bằng các động cơ đẩy sử dụng hydrazine. Hơn 290 m/s delta-v sau khi phóng được cung cấp bởi một bình nhiên liệu 77 kg. Khí heli được dùng làm chất điều áp. Khối lượng con tàu bao gồm nhiên liệu là hơn 470 kg trên quỹ đạo bay qua Sao Mộc, nhưng sẽ chỉ còn 445 kg với phương án bay dự phòng trực tiếp tới Sao Diêm Vương. Nếu phương án dự phòng đã được dùng, sẽ có ít nhiên liệu cho các hoạt động trong vành đai Kuiper sau này hơn.
Có 16 động cơ đẩy trên New Horizons: bốn động cơ 4.4 N và mười hai động cơ 0.9 N. Động cơ 4.4 N được dùng chủ yếu để điều chỉnh quỹ đạo và động cơ 0.9 N (trước đây được dùng trên tàu Cassini và Voyager) được dùng chủ yếu để điều khiển tư thế bay và tăng/giảm tốc độ xoay. Hai camera quan sát sao được dùng để đo tư thế bay của tàu. Chúng được gắn trên mặt của con tàu và cung cấp thông tin tư thế bay khi ở chế độ cân bằng xoay hoặc cân bằng 3 trục. Giữa những lúc camera lấy ảnh sao, dữ liệu về tư thế con tàu được cung cấp bởi hai thiết bị đo quán tính. Mỗi thiết bị chứa ba con quay hồi chuyển thể rắn và ba gia tốc kế. Hai cảm biến dò tìm Mặt Trời Adcole giúp xác định tư thế bay. Một cái đo góc của Mặt Trời, trong khi cái kia đo tốc độ xoay.

#### Hệ thống điện

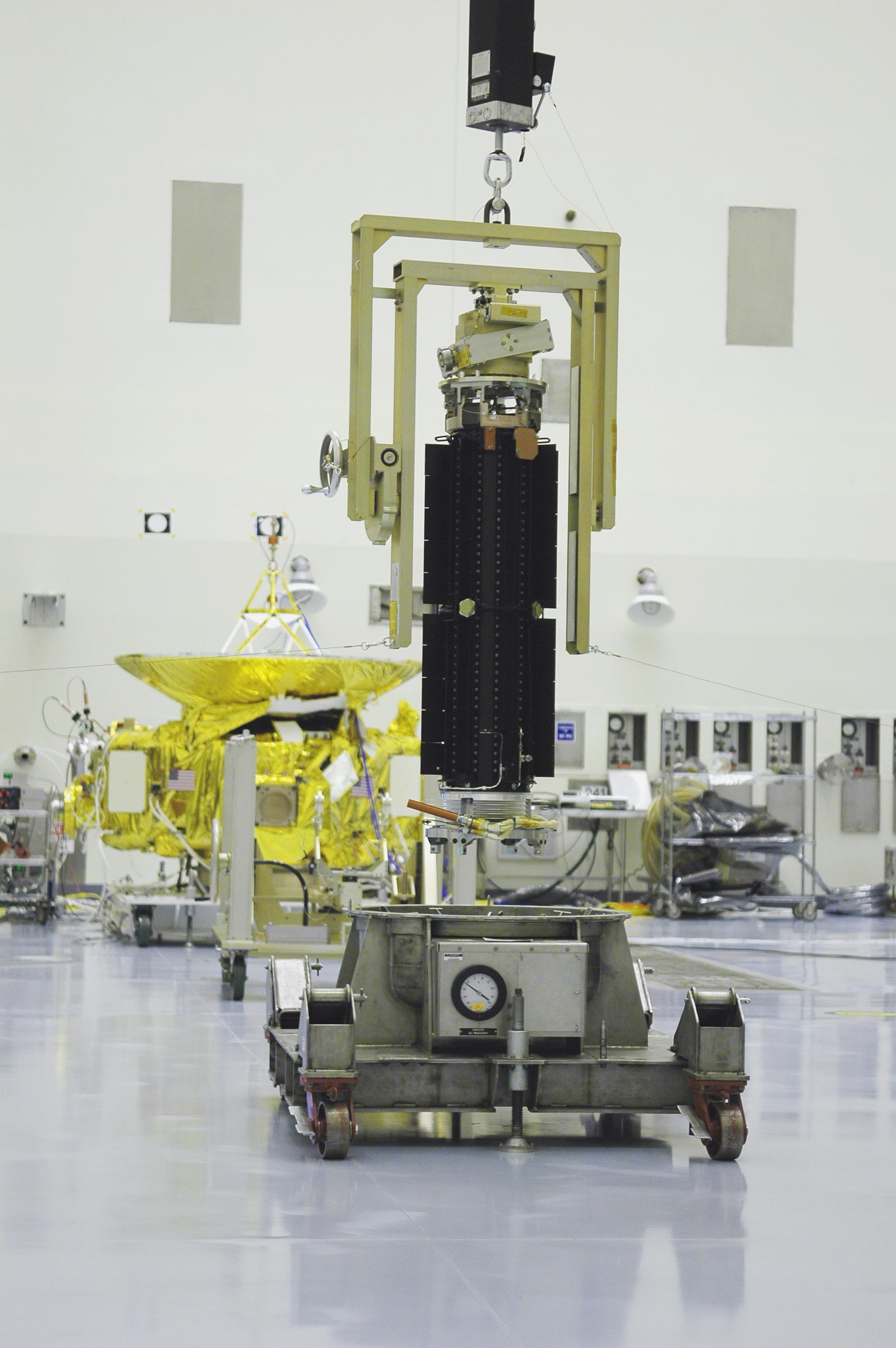
Máy phát nhiệt điện đồng vị phóng xạ của New Horizons

Một máy phát điện đồng vị phóng xạ (Radioisotope thermoelectric generator - RTG) hình trụ gắn vào một góc của cấu trúc tam giác. RTG cung cấp 245.7 W điện năng khi phóng và được dự kiến sẽ giảm 5% mỗi 4 năm, giảm xuống 200 W khi tiếp cận hệ Sao Diêm Vương vào năm 2015 và sẽ giảm còn quá ít để chạy bộ phát tín hiệu vào năm 2030. Không có bất kì bộ pin nào trên tàu. Công suất đầu ra của RTG khó dự đoán được; thay đổi tải được quản lý bởi một giàn tụ điện và các bộ ngắt mạch nhanh.
Máy phát RTG của tàu thuộc kiểu GPHS-RTG. Máy phát này là một bộ phận thừa từ phi vụ Cassini. Máy phát RTG chứa 9.75 kg plutoni-238 oxide dạng viên. Mỗi viên được phủ trong iridi và được chứa trong một vỏ than chì. Nó được phát triển bởi Bộ Năng lượng Hoa Kỳ tại Phức hợp Vật liệu và Nhiên liệu, một phần của Phòng Thí nghiệm Quốc gia Idaho. Thiết kế ban đầu của máy phát RTG chứa 10.9 kg plutoni, nhưng một máy phát ít mạnh hơn thiết kế ban đầu đã được sản xuất vì sự chậm trễ tại Bộ Năng lượng Hoa Kỳ, bao gồm các hoạt động an ninh, làm trì hoãn việc sản xuất plutoni. Thông số của nhiệm vụ và chuỗi quan trắc phải bị sửa lại để phù hợp với lượng công suất khả dụng; tuy nhiên, các khí cụ vẫn không thể hoạt động cùng lúc được. Bộ Năng lượng chuyển chương trình pin không gian từ Ohio sang Argonne vào năm 2002 vì các lo ngại về an ninh.
Lượng plutoni phóng xạ trong máy phát RTG bằng một phần ba so với lượng plutoni trên tàu Cassini-Huygens khi nó phóng vào năm 1997. Vụ phóng Cassini nó đã bị phản đối bởi vài người. Bộ Năng lượng Hoa Kỳ ước tính khả năng xảy ra sự cố làm phát tán phóng xạ vào khí quyển trong vụ phóng New Horizons là 1 phần 350 và sẽ giám sát vụ phóng như thường lệ khi có máy phát RTG liên quan. Người ta ước tính trường hợp tệ nhất là sự phát tán hoàn toàn của plutoni trên tàu sẽ làm tăng mức phóng xạ trung bình ở Bắc Mỹ lên 80% trong khu vực có bán kính 105 km.

#### Hệ thống máy tính
Con tàu mang hai hệ thống máy tính: hệ thống Xử lý Lệnh và Dữ liệu và hệ thống Dẫn đường và Điều khiển. Mỗi hệ thống có một hệ thống giống y hệt để dự phòng. Tổng cộng tàu có bốn máy tính. Bộ xử lý dùng cho máy tính của tàu là Mongoose-V, phiên bản kháng bức xạ của CPU MIPS R3000 với xung nhịp 12 MHz. Để tiết kiệm điện và khối lượng, các thiết bị điện tử của con tàu và khí cụ được đặt trong IEM (Module điện tử tích hợp - integrated electronics modules). Có 2 IEM giống nhau để dự phòng. Mỗi IEM chứa 9 bo mạch. Phần mềm của tàu chạy trên hệ điều hành thời gian thực Nucleus RTOS.

#### Hệ thống liên lạc và xử lý dữ liệu

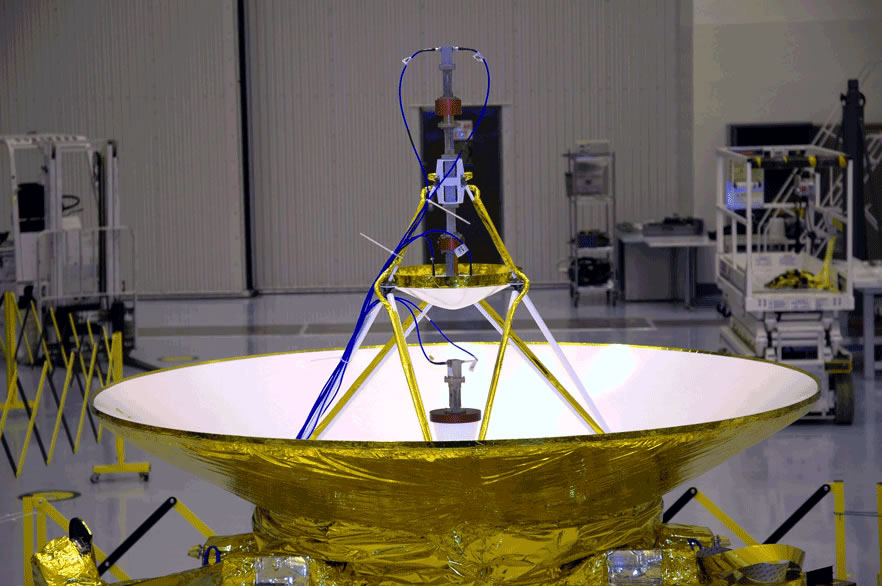
New Horizons antennas

Con tàu liên lạc với Trái Đất bằng sóng radio ở băng tần X. Tốc độ liên lạc của con tàu là 38 kbit/s tại Sao Mộc, ở Sao Diêm Vương, tốc độ này đạt xấp xỉ 1 kbit/s cho mỗi bộ phát. Ngoài băng thông thấp, khoảng cách giữa Sao Diêm Vương và Trái Đất cũng gây ra một độ trễ vào khoảng 4.5 giờ khi liên lạc từ Trái Đất đến con tàu và ngược lại. Các ăng-ten 70 m của hệ thống 
NASA Deep Space Network (DSN) được dùng để liên lạc với con tàu khi nó ở ngoài Sao Mộc. Con tàu dùng 
các bộ thu phát tín hiệu mô-đun kép với phân cực tròn trái và phải. Tín hiệu gửi đi được khuếch đại bởi hai bộ khuếch đại ống dẫn sóng 12W được gắn dưới chiếc đĩa ăng-ten. Các bộ thu có thiết kế mới, dùng ít năng lượng. Cả hai bộ khuếch đại có thể được cấp điện cùng một lúc và truyền một tín hiệu phân cực kép tới mạng DSN, cho tốc độ đường truyền gấp đôi thông thường.
Ngoài ăng-ten chính có hệ số khuếch đại cao, con tàu còn có hai ăng-ten phụ với hệ số khuếch đại thấp và một đĩa ăng-ten với hệ số khuếch đại trung bình. Ăng-ten chính dùng thiết kế của kính phản xạ Cassegrain, có đường kính 21 m, cho hệ số khuếch đại hơn 42 dBI, có chiều rộng của một chùm sóng nửa công suất vào khoảng 1°. Một ăng-ten hệ số khuếch đại trung bình với khẩu độ 03 m và độ rộng chùm sóng nửa công suất là 10°, được lắp ở phía sau đĩa phản xạ thứ cấp của ăng-ten chính.

## Lịch trình bay

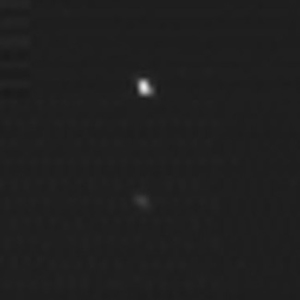
132524 APL, 6/2006

Núi lửa Tvashtar Paterae trên vệ tinh Io của Sao Mộc

Ảnh chụp Sao Diêm Vương ngày 13/7/2015

- 19 giờ ngày 19 tháng 1 năm 2006 (Tính theo UTC) 2 giờ ngày 20 ở Việt Nam: nó đã được phóng lên tại đài bay số 41 của căn cứ không quân Cape Canaveral bằng tên lửa Atlas V (chế tạo bởi công ty Lockheed Martin)[29]
- 10 giờ ngày 7 tháng 4 năm 2006 (UTC) bay ngang qua quỹ đạo của Sao Hỏa[30]
- Tháng 6 năm 2006: đi vào vành đai của các tiểu hành tinh
- 4 giờ 5 phút ngày 13 tháng 6: tiếp cận tiểu hành tinh APL(132524) với khoảng cách 101,867 km. Trước đó đã tiến hành chụp ảnh từ ngày 11 đến ngày 13.
- Từ ngày 21 đến ngày 24 tháng 9 năm 2006: tiến hành chụp ảnh Diêm Vương Tinh bằng kính viễn vọng LORRI.
- Tháng 1 năm 2007: cùng với việc thử nghiệm thiết bị mới, tiến hành khảo sát Sao Mộc
- Ngày 28 tháng 2 năm 2007: tiếp cận Sao Mộc với khoảng cách 2 triệu km và dùng phương pháp hỗ trợ hấp dẫn để thay đổi đường bay và tăng tốc độ.
- Tháng 6 năm 2007: kết thúc truyền dữ liệu từ Mộc Tinh.
- Sau tháng 7 năm 2007: thiết bị máy móc của phi thuyền được cho vào trạng thái ngủ. Khoảng nửa năm một lần được khởi động lại để tiến hành kiểm tra.
- Năm 2010: tiếp cận tiểu hành tinh Centaur (hướng chòm sao Nhân mã)
- Năm 2014: bay qua quỹ đạo Sao Hải Vương
- Từ tháng 2 đến tháng 8 năm 2015: tiến hành khảo sát Sao Diêm Vương và các tiểu hành tinh xung quanh nó
- Ngày 14 tháng 7 năm 2015: tiếp cận Sao Diêm Vương ở khoảng cách 12,500 km, trở thành tàu thăm dò đầu tiên khám phá hệ thống Diêm Vương Tinh và vành đai Kuiper.
- Tháng 1 năm 2019: bay ngang qua và chụp ảnh tiểu hành tinh 2014 MU69, cách Mặt Trời 43,4AU.
- Tháng 12 năm 2020: tàu rời khỏi hệ mặt trời.
- Năm 2021: vượt qua khoảng cách 50 AU - tương đương với 50 lần khoảng cách từ Trái Đất tới Mặt Trời.
- Từ năm 2016 đến 2022: đi vào vành đai Edgeworth-Kuiper.